# ГЕС Lewis Smith
ГЕС Lewis Smith — гідроелектростанція у штаті Алабама (Сполучені Штати Америки). Знаходячись перед ГЕС Банкхед, становить верхній ступінь каскаду у сточищі Блек-Уорріор-Рівер, лівої притоки річки Томбігбі, яка дренує південне завершення Аппалачів та після злиття з Алабамою впадає до бухти Мобіл на узбережжі Мексиканської затоки.
У межах проекту річку Sipsey Fork (права притока Mulbery Fork, правої твірної Блек-Уорріор-Рівер) перекрили кам'яно-накидною греблею із земляним ядром заввишки від тальвегу 64 метри (висота від підошви фундаменту — 91 метр) та завдовжки 671 метр, яка потребувала 4 млн м3 матеріалу. Вона утримує витягнуте по долині річки на 56 км водосховище з площею поверхні 85,8 км2 та об'ємом 2061 млн м3 (корисний об'єм 486 млн м3), в якому припустиме коливання рівня в операційному режимі між позначками 149 та 154 метри НРМ.
Через два тунелі довжиною по 0,2 км ресурс подається до пригреблевого машинного залу, обладнаного двома турбінами типу Френсіс потужністю по 78,8 МВт, які використовують напір у 64 метри.